# Partido de General La Madrid
Partido de General La Madrid är en kommun i Argentina.   Den ligger i provinsen Buenos Aires, i den centrala delen av landet, 400 km sydväst om huvudstaden Buenos Aires. Antalet invånare är 7 923.
Trakten runt Partido de General La Madrid består i huvudsak av gräsmarker. Runt Partido de General La Madrid är det mycket glesbefolkat, med 2 invånare per kvadratkilometer.